# Birte Weiss
Birte Weiss (ur. 1 maja 1941 we Frederiksbergu) – duńska polityk i dziennikarka, parlamentarzystka, minister w czterech rządach Poula Nyrupa Rasmussena.

## Życiorys
Kształciła się w zakresie dziennikarstwa w wydawnictwie Den Socialdemokratiske Presse (1960–1963), studiowała też literaturoznawstwo na Uniwersytecie Kopenhaskim. Pracowała jako dziennikarka w gazetach „Demokraten” i „Information”. Zaangażowała się w działalność polityczną w ramach Socialdemokraterne, w latach 1984–1996 była wiceprzewodniczącą partii.
W latach 1971–1973, 1975–1984 i 1987–2001 sprawowała mandat posłanki do Folketingetu. W 1998 bez powodzenia kandydowała na przewodniczącą parlamentu, następnie do 1999 pełniła funkcję pierwszego wiceprzewodniczącego tego gremium. W latach 1981–1986 stała na czele Radiorådet, organu zarządzającego Danmarks Radio.
Wchodziła w skład wszystkich czterech gabinetów Poula Nyrupa Rasmussena. Była ministrem spraw wewnętrznych (od stycznia 1993 do października 1997), ministrem spraw kościelnych (od września 1994 do grudnia 1996), ministrem zdrowia (od grudnia 1996 do marca 1998) oraz ministrem badań naukowych (od lipca 1999 do listopada 2001). Po odejściu z parlamentu wycofała się z aktywnej polityki, powracając do dziennikarstwa. Autorka poświęconych Bośni książek Vanviddets vidner (1999) i Krigens arvinger (2008).